# Izu, Shizuoka
Izu (伊豆市 Izu-shi) là một thành phố thuộc tỉnh Shizuoka, Nhật Bản.

## Thư viện ảnh

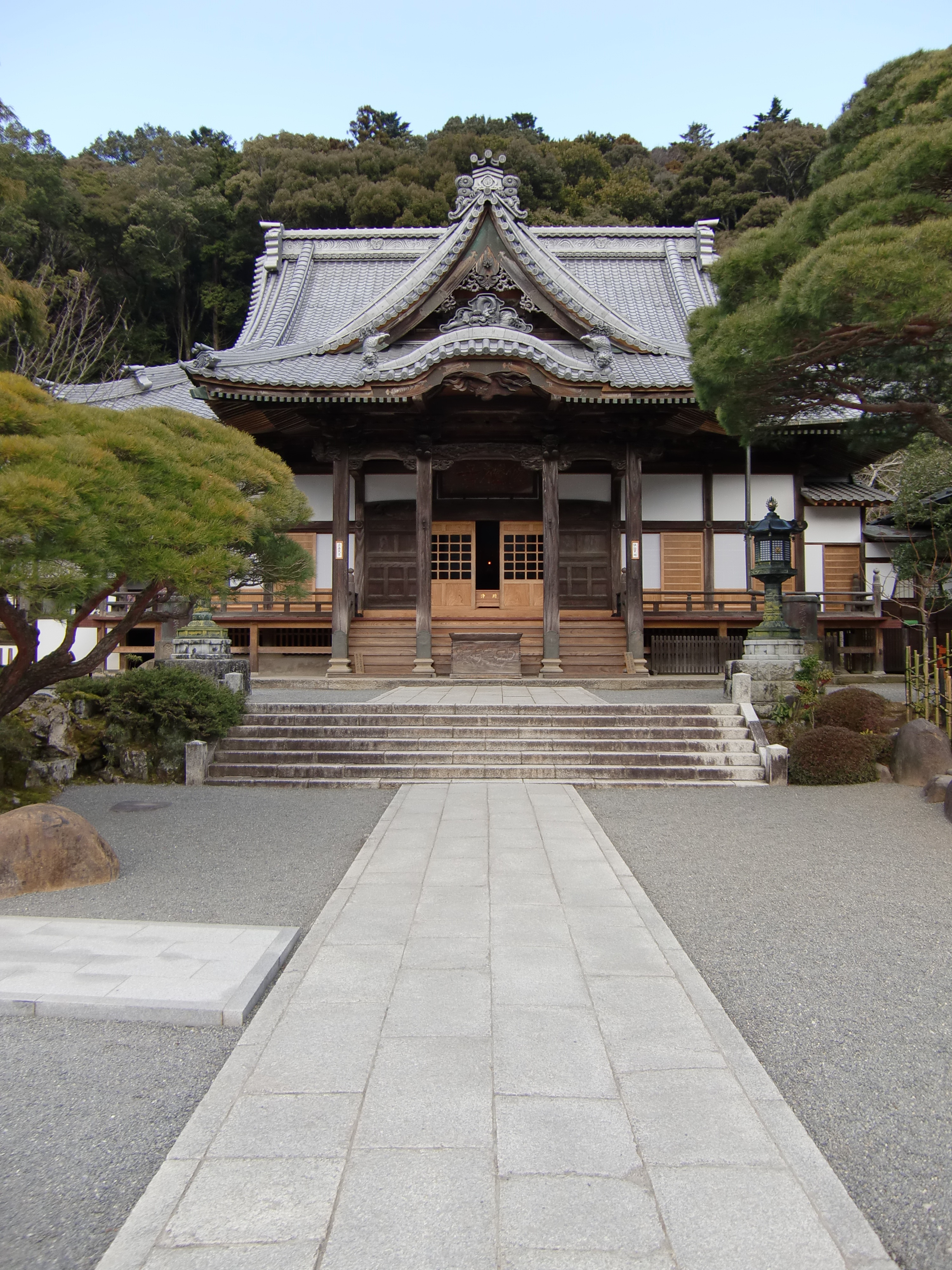
修禅寺
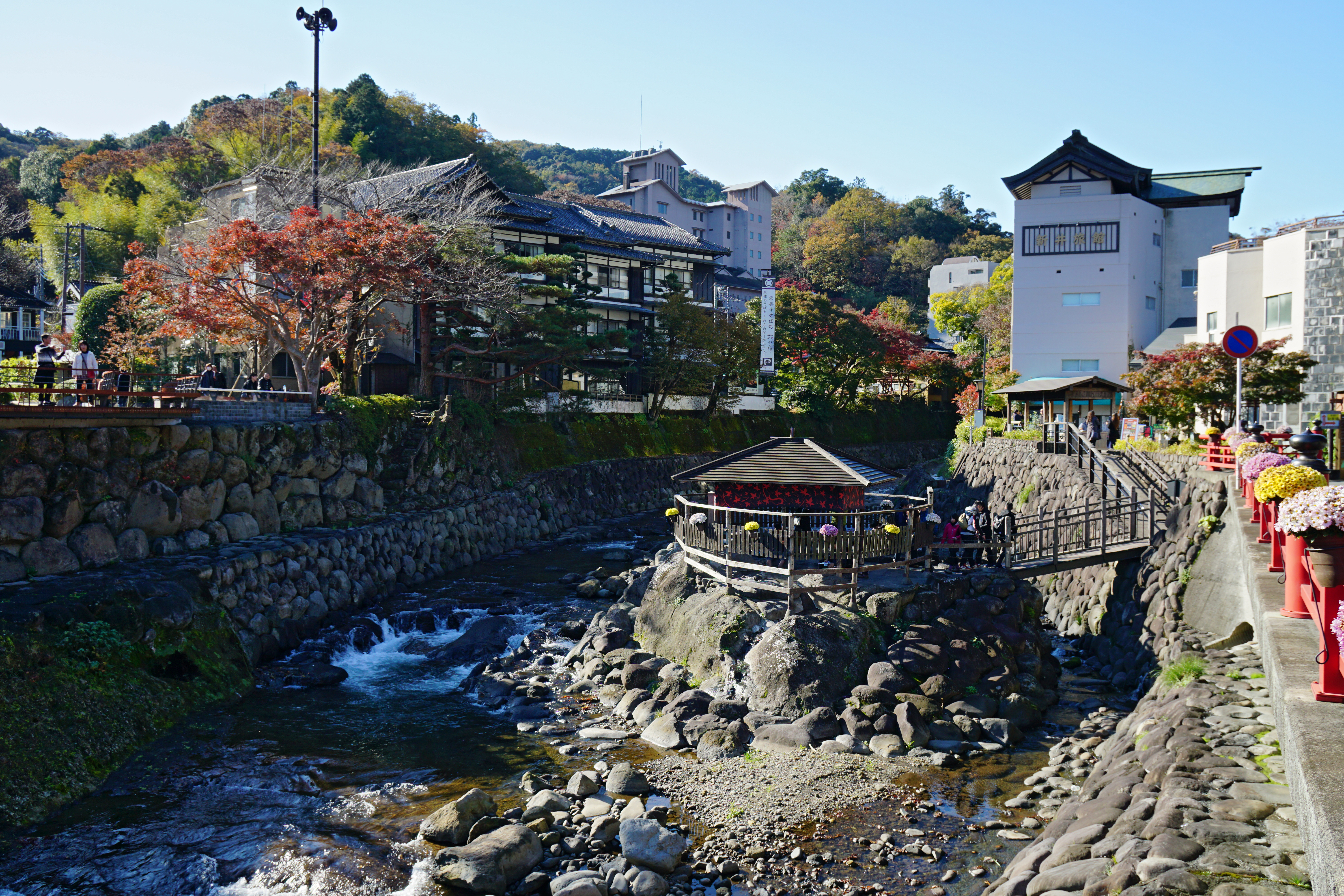
修禅寺温泉
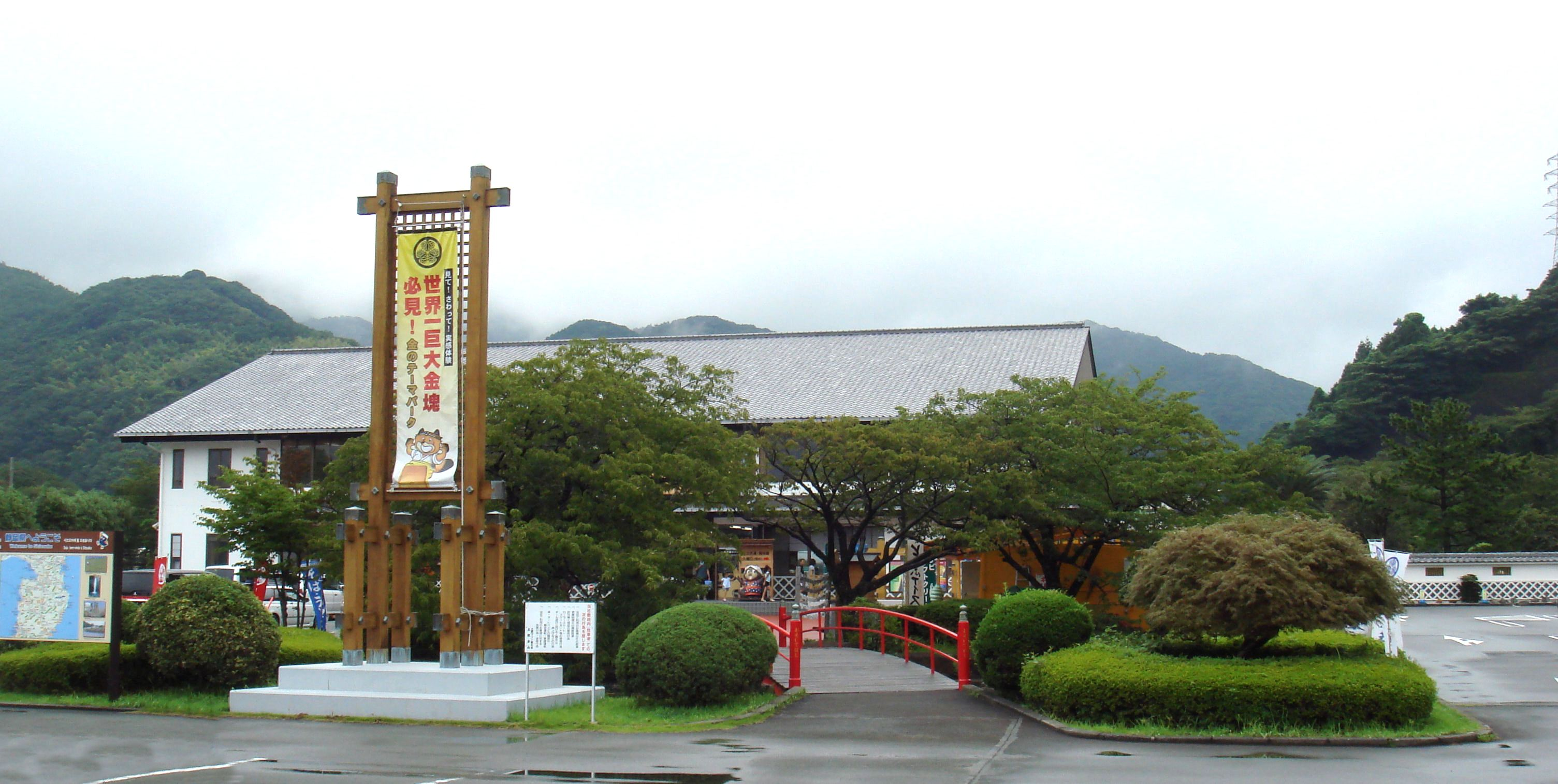
土肥金山
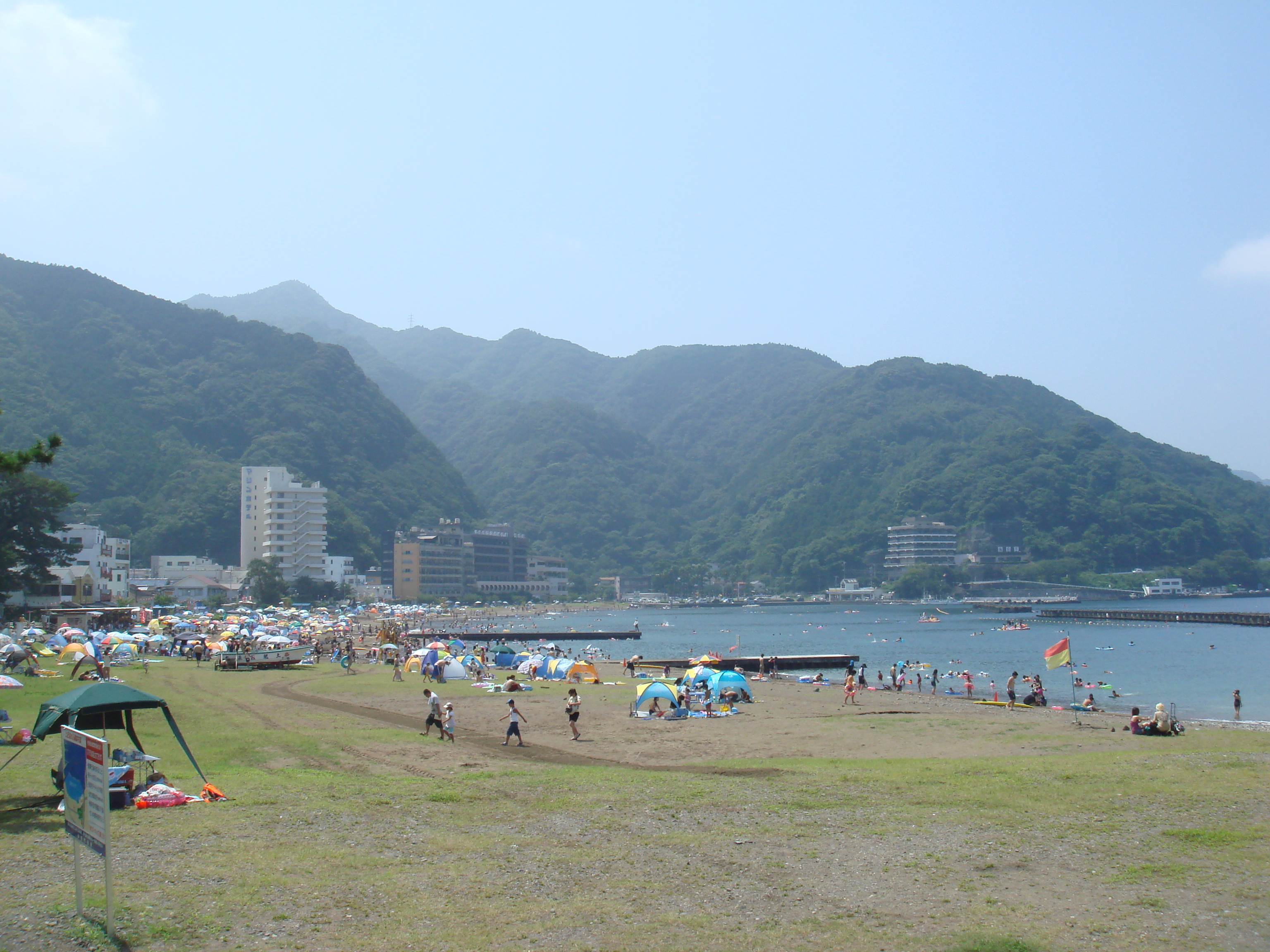
土肥温泉
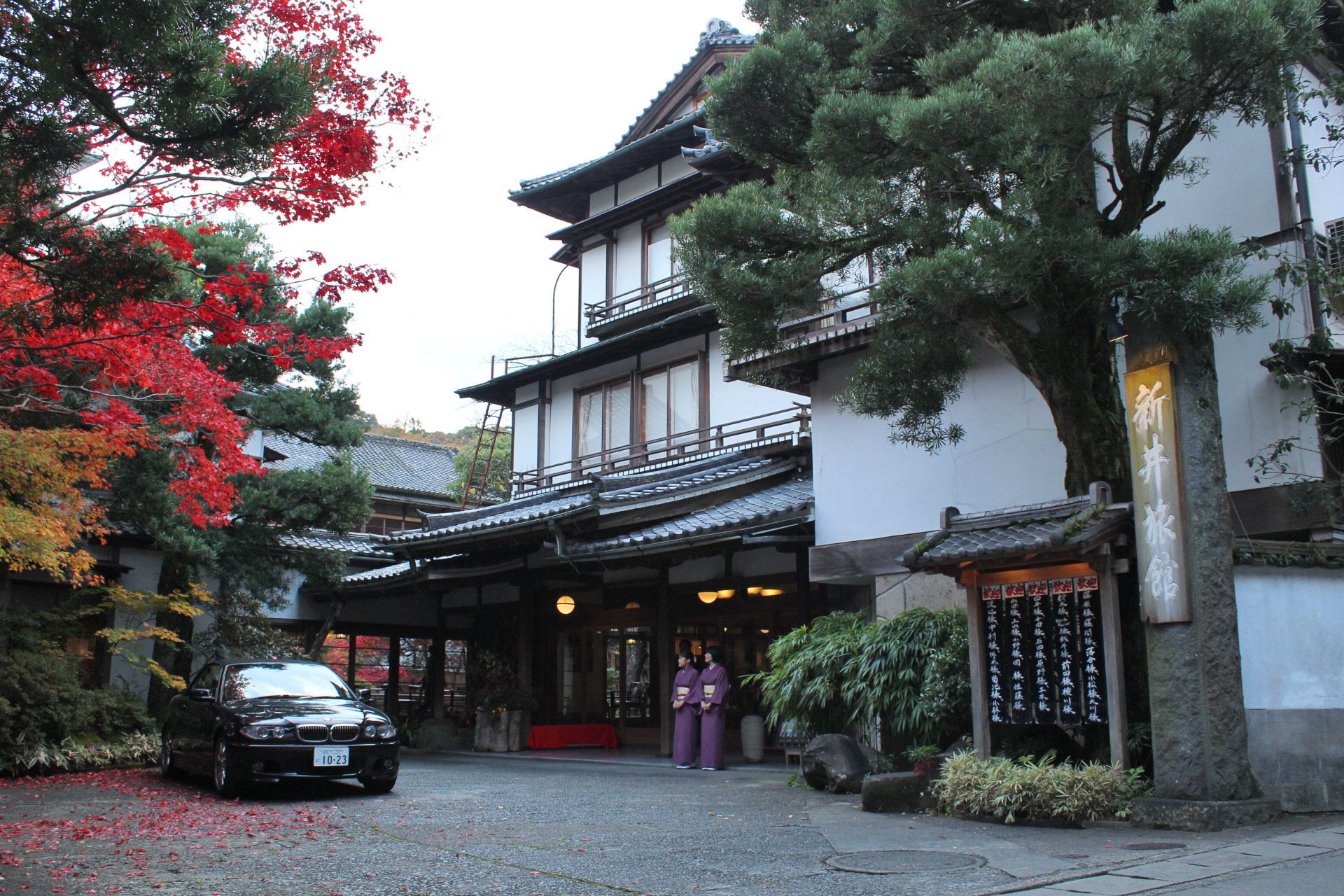
新井旅館
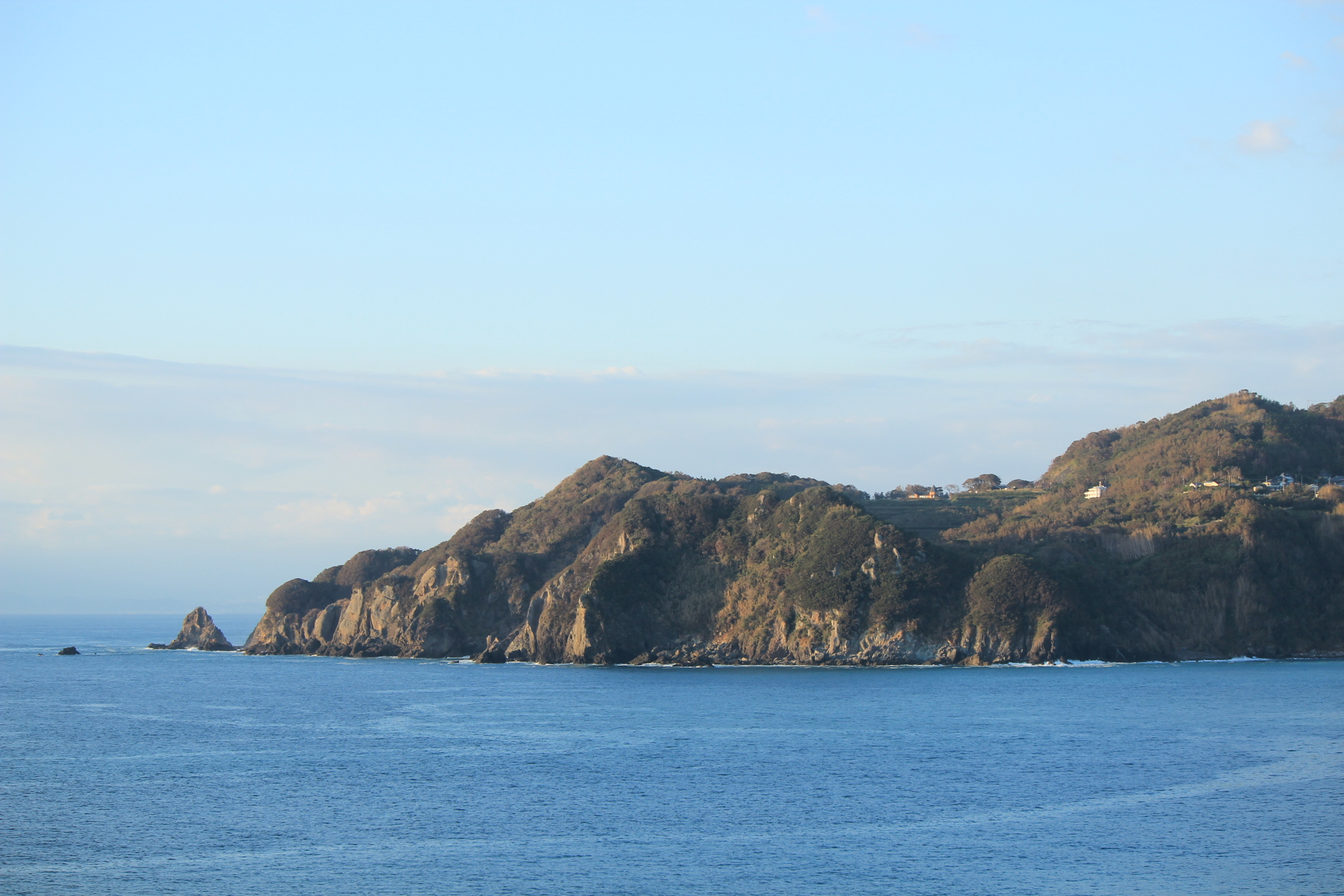
恋人岬
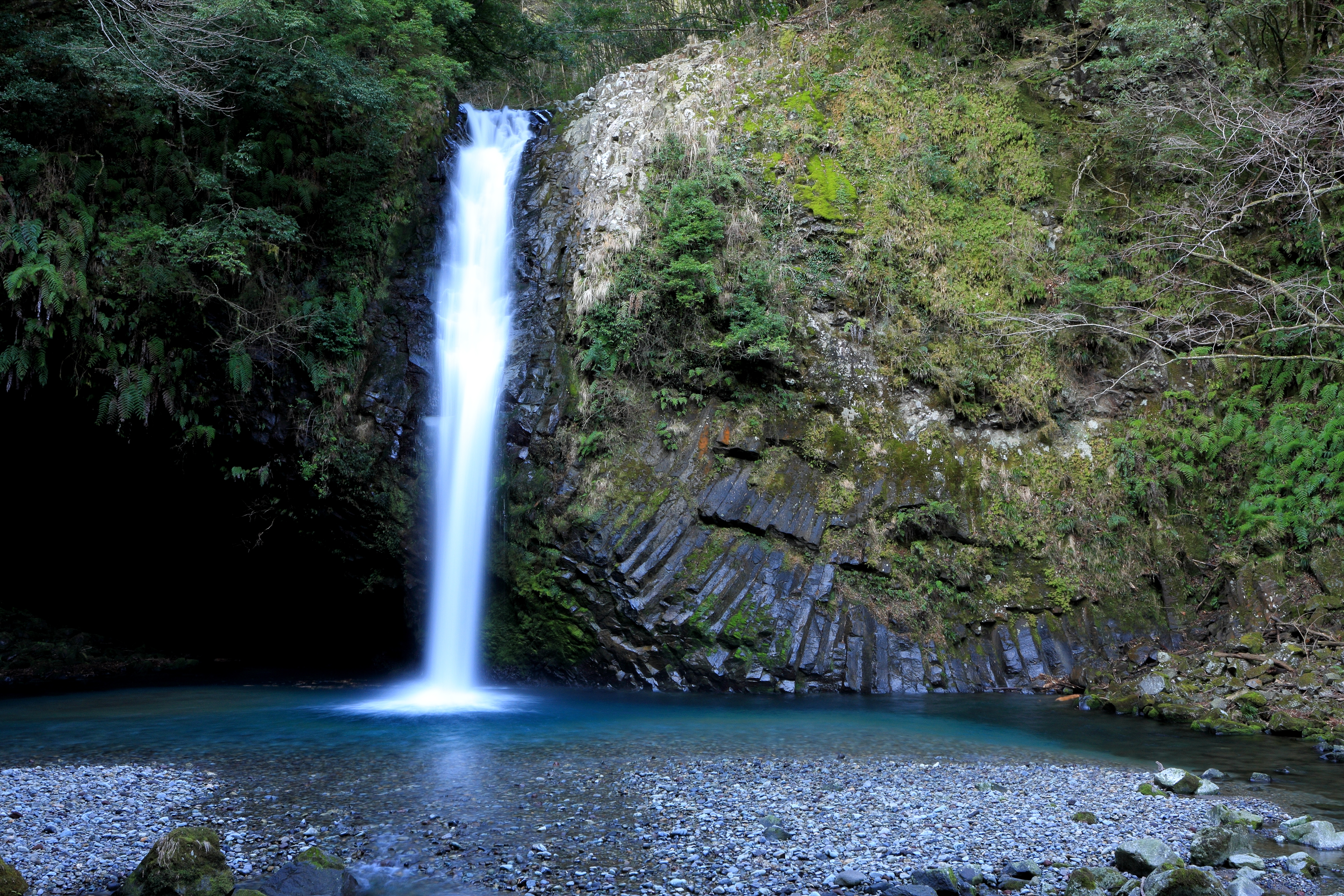
浄蓮の滝
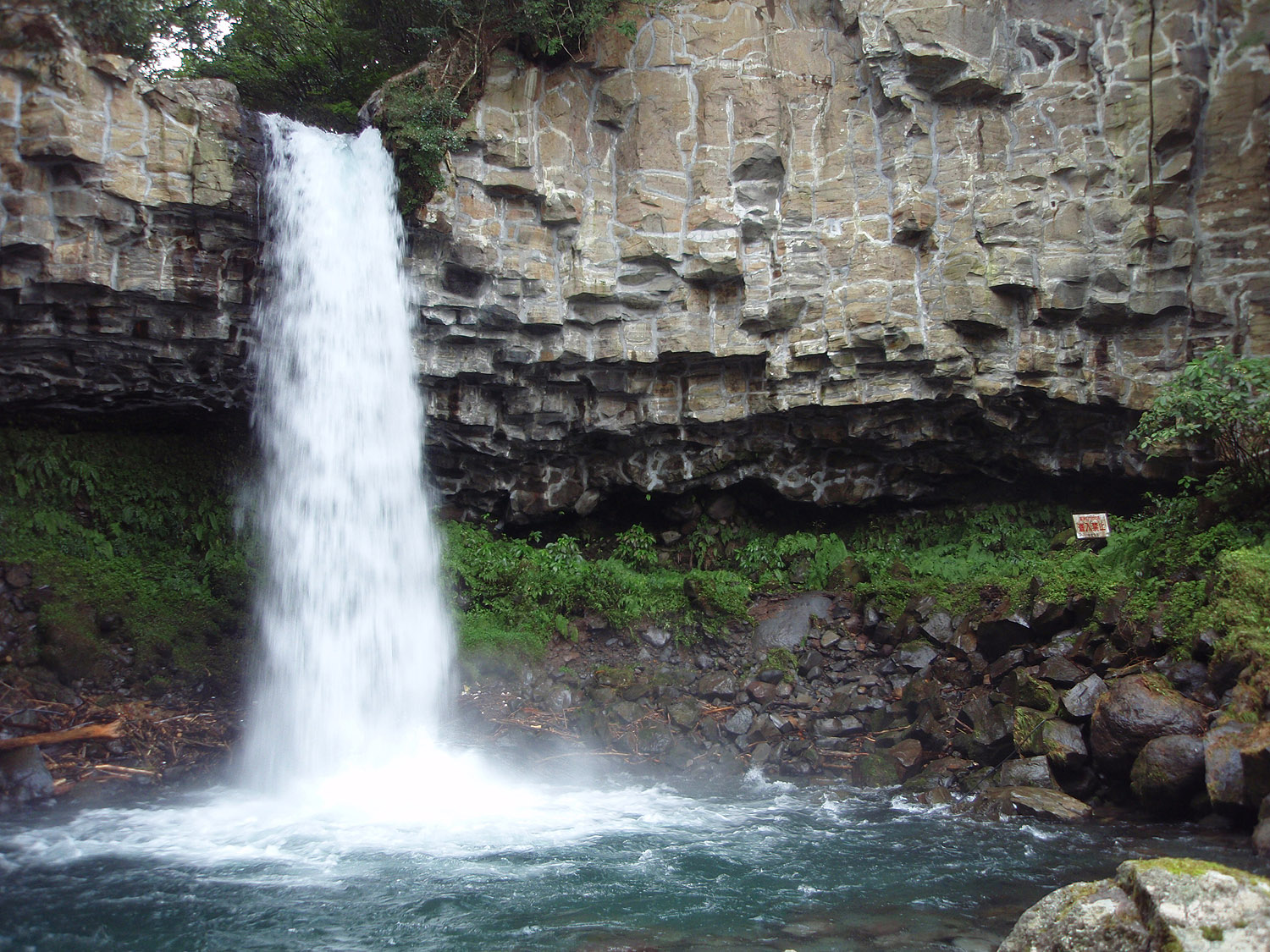
万城の滝
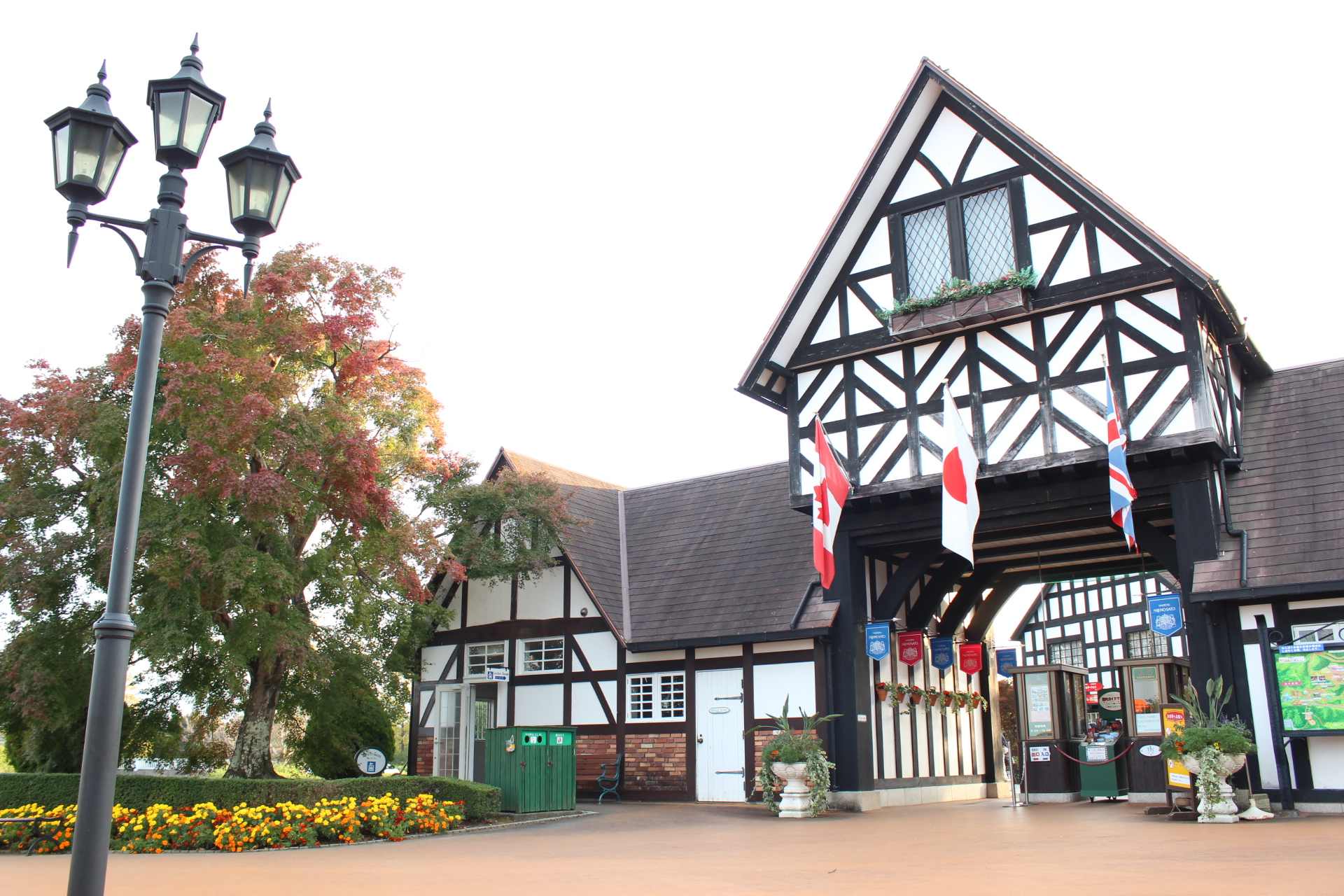
修善寺虹の郷
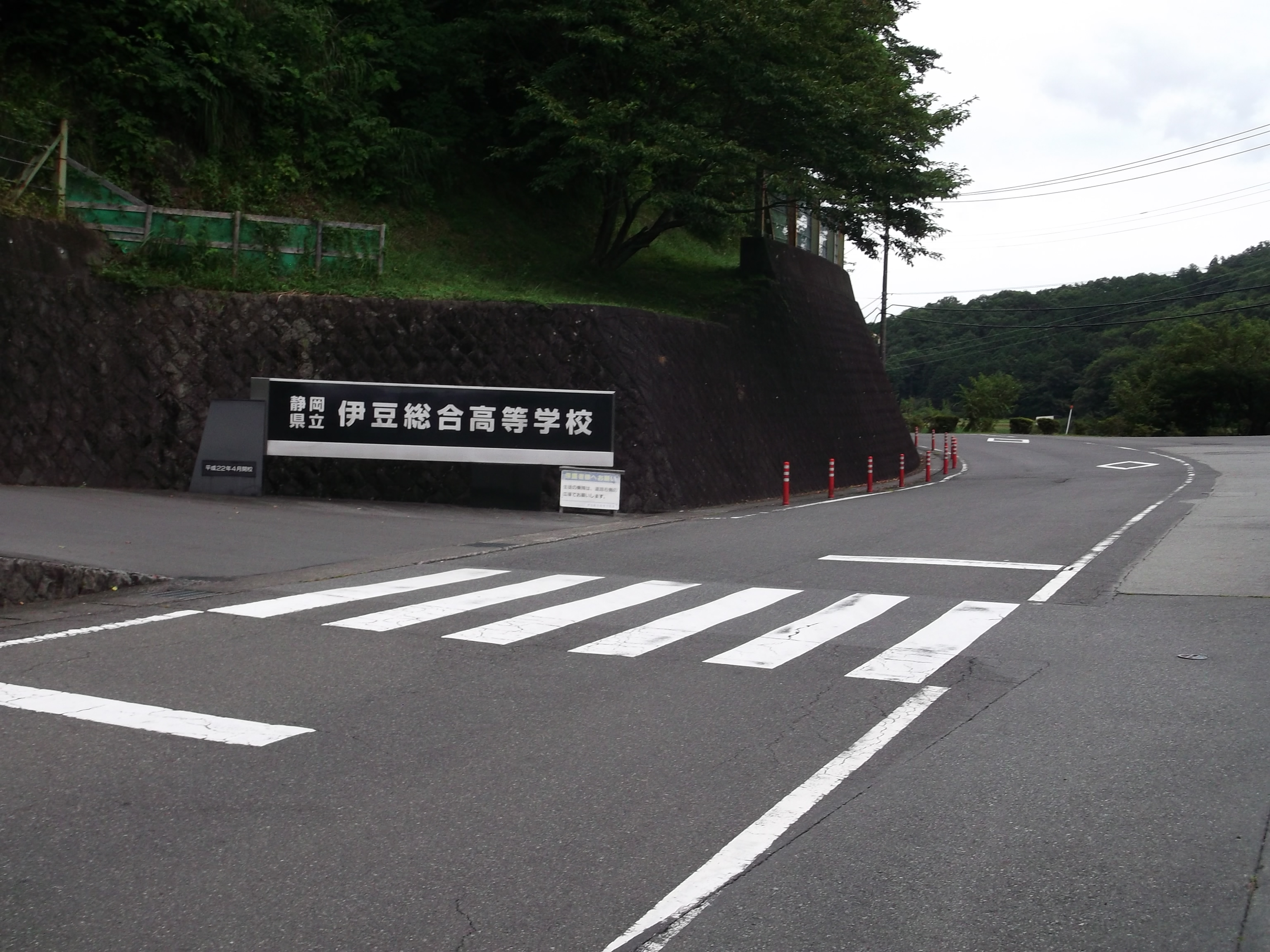
伊豆総合高等学校
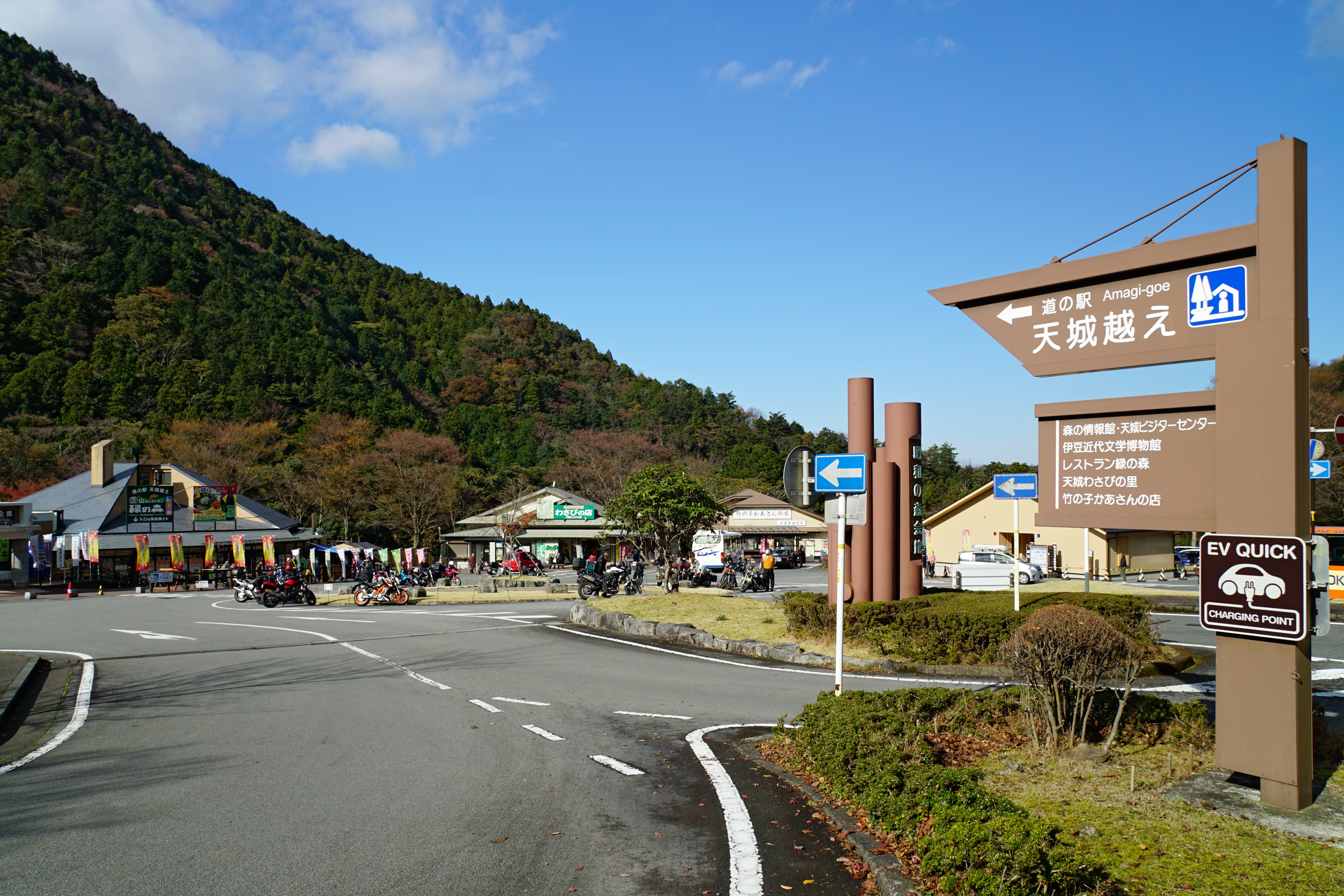
道の駅 天城越え